# Rafael Rodrigues
Rafael Vela Rodrigues (Oliveira do Bairro, 27 gennaio 2002) è un calciatore portoghese, difensore dell'Al-Ain in prestito dal Benfica.

## Caratteristiche tecniche
È un terzino sinistro.

## Carriera

### Club
Rafael Rodrigues è cresciuto nel settore giovanile del Benfica ed ha debuttato con la squadra B il 19 aprile 2021 nell'incontro di Segunda Liga perso 1-0 contro il Vizela.
Il 27 febbraio 2024 ha prolungato il contratto fino al 2027 ed il 9 luglio seguente è passato in prestito al neopromosso AVS.

### Nazionale
Ha giocato con le nazionali giovanili portoghesi Under-16, Under-17, Under-18, Under-19, Under-20 ed Under-21.

## Statistiche

### Presenze e reti nei club
Statistiche aggiornate al 5 ottobre 2024.
| Stagione        | Squadra         | Campionato      | Campionato | Campionato | Coppe nazionali | Coppe nazionali | Coppe nazionali | Coppe continentali | Coppe continentali | Coppe continentali | Altre coppe | Altre coppe | Altre coppe | Totale | Totale | Totale |
| Stagione        | Squadra         | Comp            | Pres       | Reti       | Comp            | Pres            | Reti            | Comp               | Pres               | Reti               | Comp        | Pres        | Reti        | Pres   | Reti   |        |
| --------------- | --------------- | --------------- | ---------- | ---------- | --------------- | --------------- | --------------- | ------------------ | ------------------ | ------------------ | ----------- | ----------- | ----------- | ------ | ------ | ------ |
| 2020-2021       | Benfica B       | LdH             | 1          | 0          | -               | -               | -               | -                  | -                  | -                  | -           | -           | -           | 1      | 0      |        |
| 2021-2022       | Benfica B       | LdH             | 16         | 0          | -               | -               | -               | -                  | -                  | -                  | -           | -           | -           | 16     | 0      |        |
| 2022-2023       | Benfica B       | LdH             | 31         | 0          | -               | -               | -               | -                  | -                  | -                  | -           | -           | -           | 31     | 0      |        |
| 2023-2024       | Benfica B       | LdH             | 28         | 1          | -               | -               | -               | -                  | -                  | -                  | -           | -           | -           | 28     | 1      |        |
| 2024-2025       | AVS             | PL              | 7          | 0          | CP+CdL          | 1+0             | 0               | -                  | -                  | -                  | -           | -           | -           | 8      | 0      |        |
| Totale carriera | Totale carriera | Totale carriera | 83         | 1          |                 | 1               | 0               |                    | -                  | -                  |             | -           | -           | 84     | 1      |        |